# الدرب (قارة)

تعديل مصدري - تعديل

الدرب هي إحدى قرى عزلة قارة بمديرية قارة التابعة لمحافظة حجة، بلغ تعداد سكانها 152 نسمة حسب تعداد اليمن لعام 2004.